# Quinn Buckner
William Quinn Buckner (Phoenix, Illinois, 20 de agosto de 1954) es un exjugador y entrenador de baloncesto estadounidense que jugó 10 temporadas en la NBA, además de entrenar una temporada a los Dallas Mavericks. Con 1,90 metros de altura, lo hacía en la posición de base. Es uno de los siete únicos jugadores que ha conseguido ganar la NCAA, la NBA y los Juegos Olímpicos. Los otros seis son Clyde Lovellette, Bill Russell, K.C. Jones, Jerry Lucas, Michael Jordan y Magic Johnson.

## Trayectoria deportiva

### Universidad
Jugó durante cuatro temporadas con los Hoosiers de la Universidad de Indiana, en las que promedió 10,0 puntos, 4,5 asistencias y 3,8 rebotes por partido. Fue incluido en dos ocasiones en el mejor quinteto de la Big Ten Conference, consiguiendo además ganar el título de la NCAA en 1976 tras derrotar en la final a la Universidad de Míchigan por 86-78, tras una temporada perfecta para el equipo de Bobby Knight, en la que lograron 32 victorias por ninguna derrota.

### Selección nacional
Fue convocado con la selección de baloncesto de Estados Unidos que compitió en el Campeonato Mundial de Baloncesto de Puerto Rico 1974, en los que ganaron la medalla de bronce. Jugó nueve partidos, en los que promedió 6,6 puntos.
Posteriormente fue convocado por Dean Smith para disputar los Juegos Olímpicos de Montreal 1976, en los que ganaron la medalla de oro. Jugó seis partidos, en los que promedió 7,3 puntos y 3 rebotes por partido, logrando su mejor registro en las semifinales ante Canadá, donde anotó 12 puntos.

### Profesional
Fue elegido en la séptima posición del Draft de la NBA de 1976 por Milwaukee Bucks, donde se mostró desde el primer momento como un especialista defensivo. Ya en su primera temporada acabó en cuarta posición de la liga en balones recuperados, con 2,4 por partido, con el mérito añadido de hacerlo con tan solo 26 minutos en pista. Remató sus estadísticas ese año con 8,6 puntos y 4,7 asistencias. Ese año consiguió además ser el primer jugador en robar 8 balones en una sola parte de un partido, ante New Jersey Nets el 27 de noviembre de 1976, que sigue siendo récord de la NBA compartido con otros 11 jugadores.
Al año siguiente su capacidad defensiva sería reconocida por la liga, siendo incluido en el segundo Mejor quinteto defensivo de la NBA, algo que se repetiría en otras tres ocasiones en su carrera, en 1980, 1981 y 1982. Jugó cuatro temporadas más con los Bucks, siendo la más completa la 1980-81, en la que promedió 13,3 puntos, 4,7 asistencias, 3,6 rebotes y 2,4 robos de balón. Antes del comienzo de la temporada 1982-83 fue traspasado a Boston Celtics a cambio del pívot zurdo Dave Cowens, Allí se repartió las funciones de base con Tiny Archibald, en un equipo que contaba ya con Larry Bird, Kevin McHale o Robert Parish, acabando su primera temporada con 7,9 puntos y 3,8 asistencias por partido.
La llegada de Dennis Johnson al equipo en la temporada 1983-84 le relegó definitivamente al banquillo, pero a cambio le dio su primer y único anillo de Campeón de la NBA, batiendo en la final a los Lakers de Magic Johnson por 4 victorias a 3. Jugó una temporada más con los Celtics, pero sus apariciones en pista fueron cada vez menos frecuentes. Finalmente, al término de la temporada 1984-85 fue traspasado a Indiana Pacers a cambio de una futura segunda ronda del draft. Allí disputaría su última temporada, en la que solo fue alineado en 32 partidos antes de ser cortado en el mes de enero. Tras su salida del equipo, decidió retirarse definitivamente.

### Entrenador
En la temporada 1993-94 fue contratado como entrenador principal de los Dallas Mavericks, pero su experiencia no pudo ser peor, firmando uno de los peores comienzos de un equipo en una temporada, al ganar únicamente dos de los primeros 40 partidos, siendo finalmente despedido al término de la temporada, en la que obtuvieron el peor balance de toda la liga.

## Estadísticas de su carrera en la NBA
|  | Denota temporadas en las que fue Campeón de la NBA |

### Temporada regular
| Año     | Equipo    | PJ  | PT  | MPP  | %TC  | %3P  | %TL  | RPP | APP | ROB | TPP | PPP  |
| ------- | --------- | --- | --- | ---- | ---- | ---- | ---- | --- | --- | --- | --- | ---- |
| 1976–77 | Milwaukee | 79  | –   | 26.5 | .434 | –    | .539 | 3.3 | 4.7 | 2.4 | 0.3 | 8.6  |
| 1977–78 | Milwaukee | 82  | –   | 25.3 | .468 | –    | .645 | 3.0 | 5.6 | 2.3 | 0.2 | 9.3  |
| 1978–79 | Milwaukee | 81  | –   | 21.7 | .454 | –    | .632 | 2.6 | 5.8 | 1.9 | 0.2 | 7.2  |
| 1979–80 | Milwaukee | 67  | –   | 25.2 | .467 | .400 | .734 | 3.6 | 5.7 | 2.0 | 0.1 | 10.7 |
| 1980–81 | Milwaukee | 82  | –   | 29.1 | .493 | .167 | .734 | 3.6 | 4.7 | 2.4 | 0.0 | 13.3 |
| 1981–82 | Milwaukee | 70  | 70  | 30.8 | .482 | .267 | .655 | 3.6 | 4.7 | 2.5 | 0.0 | 12.9 |
| 1982–83 | Boston    | 72  | 56  | 21.7 | .442 | .000 | .632 | 2.6 | 3.8 | 1.5 | 0.1 | 7.9  |
| 1983–84 | Boston    | 79  | 0   | 15.8 | .427 | .000 | .649 | 1.7 | 2.7 | 1.1 | 0.0 | 4.1  |
| 1984–85 | Boston    | 75  | 6   | 11.4 | .383 | .000 | .640 | 1.2 | 2.0 | 0.8 | 0.0 | 2.4  |
| 1985–86 | Indiana   | 32  | 3   | 13.1 | .471 | .000 | .704 | 1.6 | 2.7 | 1.3 | 0.1 | 3.7  |
| Total   | Total     | 719 | 135 | 22.6 | .461 | .184 | .657 | 2.7 | 4.3 | 1.9 | 0.1 | 8.2  |

### Playoffs
| Año     | Equipo    | PJ | PT | MPP  | %TC  | %3P  | %TL  | RPP | APP | ROB | TPP | PPP  |
| ------- | --------- | -- | -- | ---- | ---- | ---- | ---- | --- | --- | --- | --- | ---- |
| 1977–78 | Milwaukee | 9  | –  | 28.6 | .500 | –    | .652 | 3.0 | 6.9 | 2.0 | 0.1 | 11.2 |
| 1979–80 | Milwaukee | 7  | –  | 23.6 | .340 | .000 | .636 | 2.3 | 4.4 | 2.1 | 0.0 | 6.1  |
| 1980–81 | Milwaukee | 7  | –  | 26.1 | .433 | .000 | .688 | 2.9 | 5.0 | 1.6 | 0.0 | 9.0  |
| 1982–83 | Boston    | 7  | –  | 14.0 | .432 | .000 | .000 | 1.4 | 0.3 | 0.1 | 0.0 | 4.6  |
| 1983–84 | Boston    | 23 | –  | 11.7 | .405 | .000 | .545 | 1.5 | 1.2 | 0.6 | 0.0 | 3.3  |
| 1984–85 | Boston    | 15 | 0  | 5.7  | .591 | .000 | .625 | 0.5 | 0.8 | 0.4 | 0.0 | 2.1  |
| Total   | Total     | 68 | 0  | 15.5 | .439 | .000 | .610 | 1.7 | 2.5 | 0.9 | 0.0 | 5.1  |

## Vida posterior
Tras dejar el baloncesto en activo, se dedicó a ser comentarista en diferentes cadenas de televisión, como la ESPN, la NBC o la CBS. En 1998 fue contratado como analista de los Pacers en las retransmisiones por cable, y en 2004 fue nombrado Vicepresidente de Comunicación del equipo.